# Represa Cachoeira do França
A Usina Hidrelétrica Cachoeira do França está localizada no município de Juquitiba, no Estado de São Paulo. Situada na Serra do Mar, é formada pelo Rio Juquiá e afluentes e possui em seu entorno fauna e flora abundantes.

## Características
A usina pertence ao Grupo Votorantim. A sua barragem tem 10 metros de altura e 200 metros de comprimento, e possui capacidade instalada total de 29,5 MW, fornecendo energia elétrica para a fábrica da Companhia Brasileira de Alumínio, em Alumínio (São Paulo). Faz parte do Complexo Juquiá da Votorantim Energia, composto por 6 usinas hidrelétricas (Alecrim, Barra, Salto do Iporanga, Fumaça, França e Serraria) e 1 pequena central hidrelétrica (Porto Raso).
Seu reservatório faz parte do Sistema São Lourenço de captação de água da Companhia de Saneamento Básico do Estado de São Paulo (SABESP), contribuindo com 4.700 litros por segundo no abastecimento de parte da Grande São Paulo.

## Atrações
A Represa "Cachoeira do França" é considerada uma das mais belas do Estado de São Paulo. Sendo um grande atrativo turístico do município de Juquitiba, a represa é destaque na pesca esportiva e excelente para passeios de barco, caiaque, jet ski e lancha. Outro destaque é a rica vegetação de Mata Atlântica presente às margens da represa, que atrai pessoas que buscam admirar as riquezas naturais da região.
Em torno da represa existem diversos estabelecimentos turísticos, como acampamentos, pesqueiros, pousadas e chalés, destacando-se os seguintes pontos:
- Pesqueiro Luizinho
- Pesqueiro Porto Sossego
- Pesqueiro Porto Leal
- Pesqueiro Recanto Flauta Doce
- Pesqueiro Vale do Peixe
- Pesqueiro Recanto dos Manacas
- Pesqueiro Recanto da Tilápia
- Pousada Cachoeira do França
- Marina e Pousada Juquitiba
- Pesqueiro Farol da Barra

## Parques e reservas
- Parque Estadual da Serra do Mar
- Parque Estadual do Jurupará

## Galeria

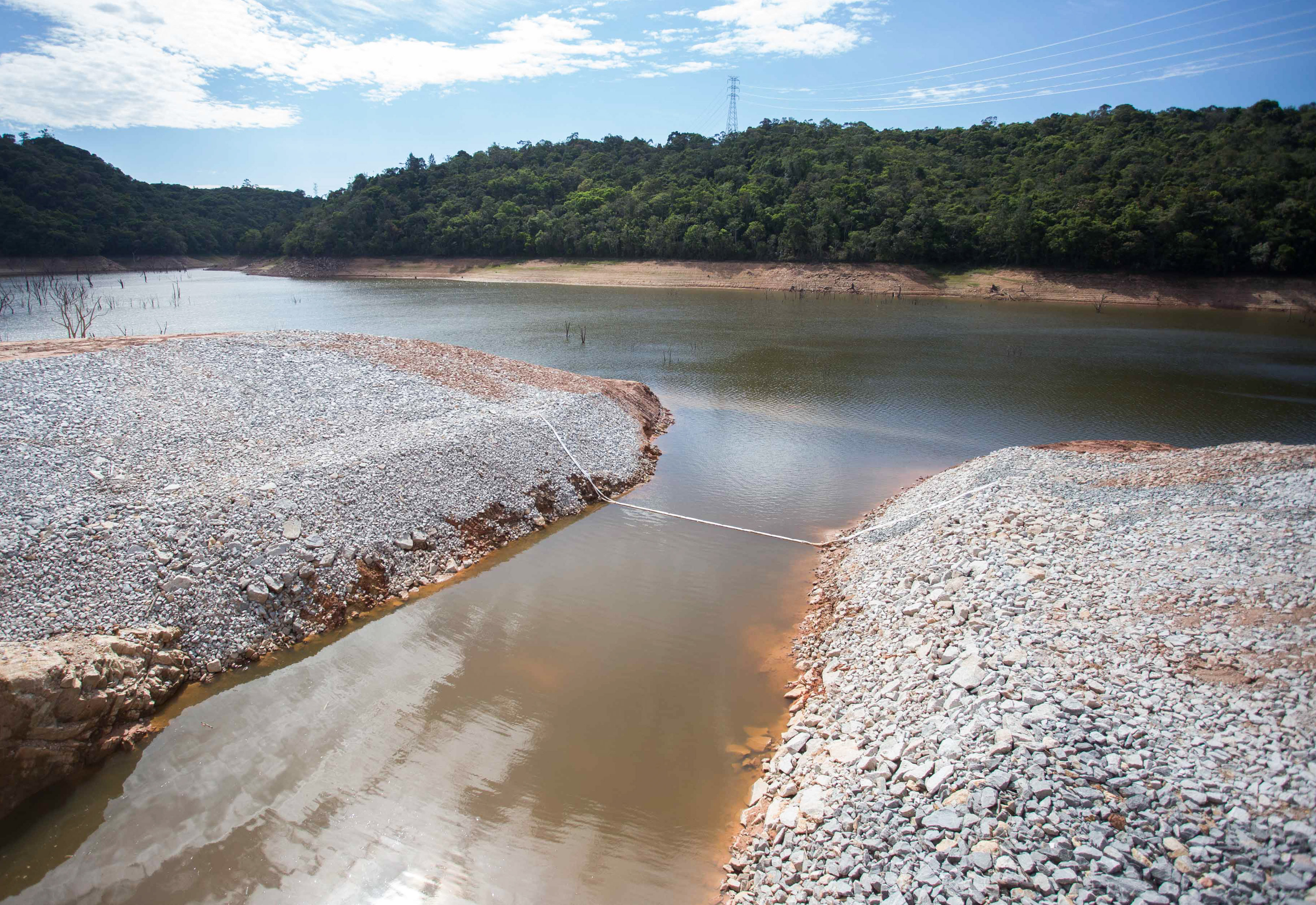
Obras de captação do Sistema São Lourenço.